# Prima Lega 1971-1972 (calcio)
La Prima Lega 1971-1972, campionato svizzero di terza serie, si concluse con la vittoria del Young Fellows Zurigo.

## Regolamento
Scopo del torneo è quello di ottenere due promozioni e sei retrocessioni.
Torneo svolto in due fasi: la prima fase vede le 39 squadre partecipanti suddivise, con criterio regionale, in tre gironi composti da 13 squadre ciascuno, in cui le prime due classificate di ogni girone, si affrontano nella fase finale, in un minitorneo a sei, per stabilire le due squadre promosse in Lega Nazionale B. Le ultime due squadre di ciascun girone vengono retrocesse direttamente in Seconda Lega. La fase finale vede incontri ad eliminazione diretta il primo turno, dalla quale si qualificano le tre quadre che si incontrano in un mini torneo a tre.

## Girone ovest

### Classifica finale
|  | Pos. | Squadra                   | Pt | G  | V  | N  | P  | GF | GS | DR  |
|  | ---- | ------------------------- | -- | -- | -- | -- | -- | -- | -- | --- |
|  | 1.   | Stade Nyonnais            | 38 | 24 | 17 | 4  | 3  | 51 | 22 | +29 |
|  | 2.   | Raron                     | 34 | 24 | 15 | 4  | 5  | 45 | 29 | +16 |
|  | 3.   | Berna                     | 32 | 24 | 12 | 8  | 4  | 49 | 30 | +19 |
|  | 4.   | Meyrin                    | 26 | 24 | 12 | 2  | 10 | 35 | 38 | -3  |
|  | 5.   | ASI Audax-Friul Neuchâtel | 25 | 24 | 10 | 5  | 9  | 41 | 35 | +6  |
|  | 6.   | Yverdon                   | 23 | 24 | 9  | 5  | 10 | 36 | 40 | -4  |
|  | 7.   | Le Locle-Sports           | 22 | 24 | 6  | 10 | 8  | 31 | 30 | +1  |
|  | 8.   | Central Friburgo          | 22 | 24 | 8  | 6  | 10 | 39 | 53 | -14 |
|  | 9.   | Urania Ginevra            | 21 | 24 | 8  | 5  | 11 | 41 | 34 | +7  |
|  | 10.  | Dürrenast                 | 21 | 24 | 7  | 7  | 10 | 39 | 41 | -2  |
|  | 11.  | Thun                      | 21 | 24 | 9  | 3  | 12 | 42 | 44 | -2  |
|  | 12.  | La Tour-de-Peilz          | 20 | 24 | 8  | 4  | 12 | 40 | 49 | -9  |
|  | 13.  | Minerva Berna             | 7  | 24 | 1  | 5  | 18 | 19 | 63 | -44 |

Legenda:

      Ammessa alla fase finale per la promozione in Lega Nazionale B 1972-1973.

      Retrocessa in Seconda Lega 1972-1973.

Note:
Due punti a vittoria, uno a pareggio, zero a sconfitta.

## Girone centrale

### Classifica finale
|  | Pos. | Squadra           | Pt | G  | V  | N | P  | GF | GS | DR  |
|  | ---- | ----------------- | -- | -- | -- | - | -- | -- | -- | --- |
|  | 1.   | Buochs            | 35 | 24 | 14 | 7 | 3  | 49 | 31 | +18 |
|  | 2.   | Emmenbrücke       | 33 | 24 | 14 | 5 | 5  | 67 | 38 | +29 |
|  | 3.   | Concordia Basilea | 32 | 24 | 14 | 4 | 6  | 48 | 35 | +13 |
|  | 4.   | Laufen            | 28 | 24 | 11 | 6 | 7  | 51 | 36 | +15 |
|  | 5.   | Breite Basilea    | 26 | 24 | 11 | 4 | 9  | 42 | 40 | +2  |
|  | 6.   | Soletta           | 26 | 24 | 11 | 4 | 9  | 43 | 41 | +2  |
|  | 7.   | Porrentruy        | 24 | 24 | 9  | 6 | 9  | 37 | 28 | +9  |
|  | 8.   | Nordstern         | 23 | 24 | 9  | 5 | 10 | 45 | 37 | +8  |
|  | 9.   | Baden             | 22 | 24 | 8  | 6 | 10 | 42 | 40 | +2  |
|  | 10.  | Delémont          | 21 | 24 | 9  | 3 | 12 | 34 | 36 | -2  |
|  | 11.  | Turgi             | 17 | 24 | 5  | 7 | 12 | 34 | 52 | -18 |
|  | 12.  | Breitenbach       | 13 | 24 | 4  | 5 | 15 | 23 | 63 | -40 |
|  | 13.  | Burgdorf          | 12 | 24 | 3  | 6 | 15 | 31 | 69 | -38 |

Legenda:

      Ammessa alla fase finale per la promozione in Lega Nazionale B 1972-1973.

      Retrocessa in Seconda Lega 1972-1973.

Note:
Due punti a vittoria, uno a pareggio, zero a sconfitta.

## Girone est

### Classifica finale
|  | Pos. | Squadra           | Pt | G  | V  | N | P  | GF | GS | DR  |
|  | ---- | ----------------- | -- | -- | -- | - | -- | -- | -- | --- |
|  | 1.   | Young Fellows     | 37 | 24 | 17 | 3 | 4  | 64 | 29 | +35 |
|  | 2.   | Zugo              | 28 | 24 | 10 | 8 | 8  | 27 | 19 | +8  |
|  | 3.   | Vaduz             | 28 | 24 | 11 | 6 | 7  | 47 | 35 | +12 |
|  | 4.   | Giubiasco         | 27 | 24 | 11 | 5 | 8  | 36 | 32 | +4  |
|  | 5.   | Locarno           | 27 | 24 | 11 | 5 | 9  | 36 | 32 | +4  |
|  | 6.   | Frauenfeld        | 26 | 24 | 11 | 4 | 9  | 37 | 34 | +3  |
|  | 7.   | Gossau            | 24 | 24 | 8  | 8 | 8  | 45 | 40 | +5  |
|  | 8.   | Blue Stars Zurigo | 24 | 24 | 10 | 4 | 10 | 43 | 47 | -4  |
|  | 9.   | Red Star Zurigo   | 23 | 24 | 9  | 5 | 10 | 33 | 39 | -6  |
|  | 10.  | Chur              | 20 | 24 | 8  | 4 | 12 | 24 | 29 | -5  |
|  | 11.  | Tössfeld          | 19 | 24 | 8  | 3 | 13 | 30 | 44 | -14 |
|  | 12.  | Rorschach         | 16 | 24 | 6  | 4 | 14 | 28 | 43 | -15 |
|  | 13.  | Amriswil          | 13 | 24 | 4  | 5 | 15 | 23 | 50 | -27 |

Legenda:

      Ammessa alla fase finale per la promozione in Lega Nazionale B 1972-1973.

      Retrocessa in Seconda Lega 1972-1973.

Note:
Due punti a vittoria, uno a pareggio, zero a sconfitta.

## Spareggio per il secondo posto
In seguito alla situazione di paritá, si ricorre ad uno spareggio per stabilire la squadra ammessa alla fase finale.
| 30 maggio 1972 | Zugo | 4 - 1 | Vaduz | Küssnacht |
| 30 maggio 1972 |      |       |       | Küssnacht |

## Fase Finale
La fase finale stabilisce le due squadre promosse in Lega Nazionale B.

### Primo turno
4 e 11 giugno 1972
| Emmenbrücke | 0 - 3 e 1 - 4 | Young Fellows |

| Raron | 3 - 3 e 1 - 1 | Buochs |

| Stade Nyonnais | 1 - 1 e 1 - 1 | Zugo |

### Secondo turno
Le tre quadre qualificate s'incontrano in un mini torneo a tre con partite di solo andata.

### Classifica finale
| Squadra        | P.ti | G | V | N | P | GF | GS | DR |
| -------------- | ---- | - | - | - | - | -- | -- | -- |
| Young Fellows  | 4    | 2 | 2 | 0 | 0 | 7  | 3  | +4 |
| Buochs         | 2    | 2 | 0 | 1 | 1 | 4  | 4  | +0 |
| Stade Nyonnais | 0    | 2 | 0 | 0 | 2 | 4  | 8  | -4 |

#### Risultati
18 giugno 1972
| Young Fellows | 2 - 1 | Buochs |

25 giugno 1972
| Stade Nyonnais | 2 - 5 | Young Fellows |

2 luglio 1972
| Buochs | 3 - 2 | Stade Nyonnais |

## Verdetti Finali
- Young Fellows di Zurigo vincitore del torneo.
- Young Fellows di Zurigo e SC Buochs promosse in Lega Nazionale B
- CS La Tour-de-Peilz, Minerva di Berna, FC Breitenbach, SC Burgdorf, FC Rorschach e FC Amriswil retrocesse in Seconda Lega.